# Ehrlichové z Ehrnfeldtu
Ehrlichové z Ehrnfeldtu (německy Ehrlich von Ehrnfeldt, nebo také další podoby jména Ehrmilrich nebo Ermilreich apod.) byl rod pocházející ze Zhořelce v Horní Lužici usazený v severních Čechách s působností především v Liberci a Frýdlantu.

## Historie

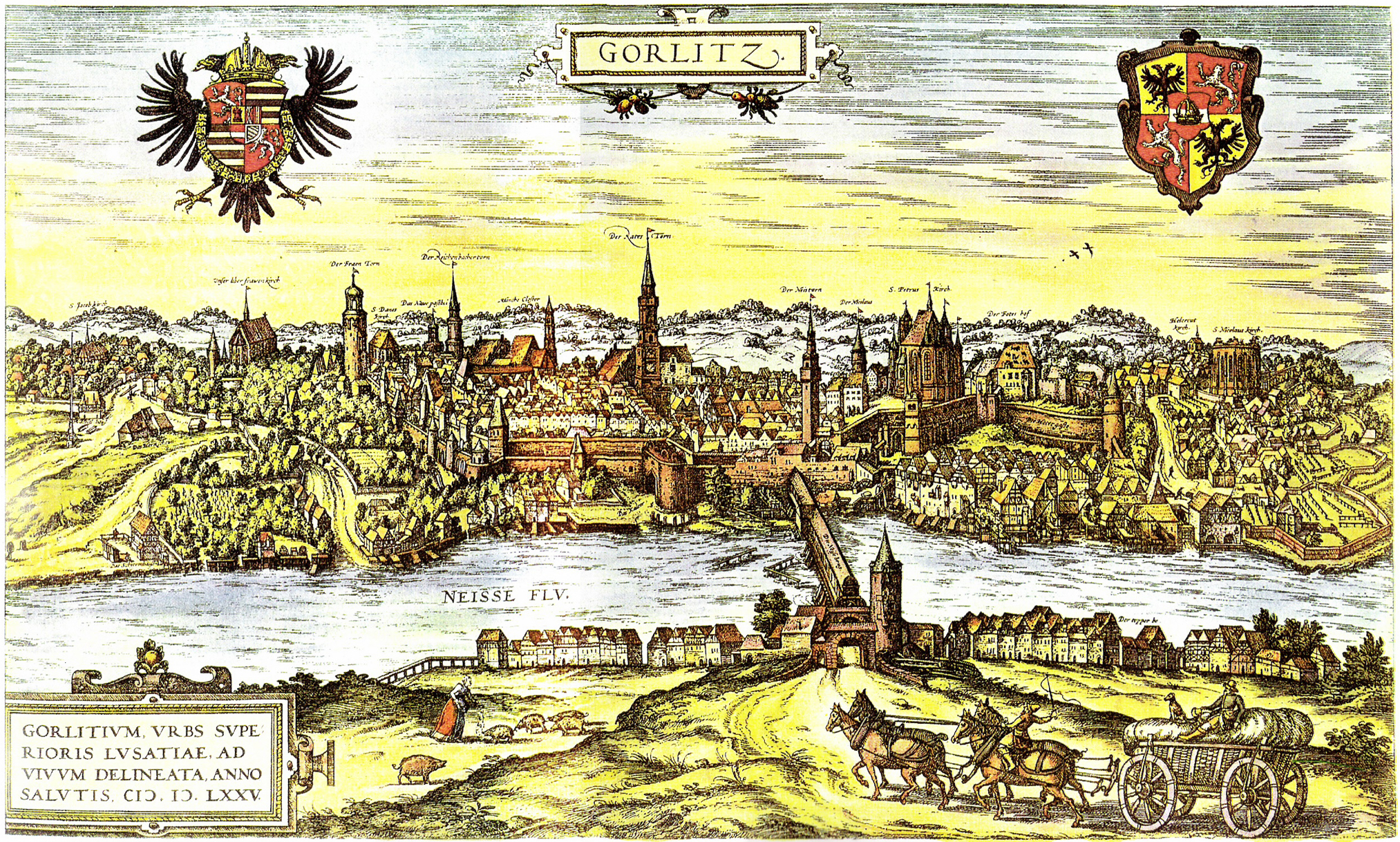
Pohled na město Zhořelec od východu, 1575

Členové rodu se zapsali do historie města Zhořelce mj. jako starostové (Hermann Ermerich/Ermilrich v roce 1321, Johann Ermilreich v roce 1376 a Nikolaus Ermilrich, který byl starostou v letech 1402, 1413 a 1419.  
Existovaly však také stinné stránky, např. účast magistra Nikolause Ermilreicha na tzv. zhořeleckém práškovém spiknutí z roku 1467 ovlivněném husitstvím, v jehož pozadí stál český král Jiří z Poděbrad. Prozrazení spiknutí vedlo k mučení a popravě předáků vzpoury, včetně Nikolause Ermilreicha, který byl sťat mečem 6. září 1468 na pranýři na zhořeleckém rynku.
Rod se objevil v severních Čechách ve druhé polovině 16. století, kdy vlastnil pivovary v Liberci. Patřil k tzv. pivovarnickým rodům (něm. Brauhöferů), které představovaly patricijskou vrstrvu v Liberci.

### V severních Čechách

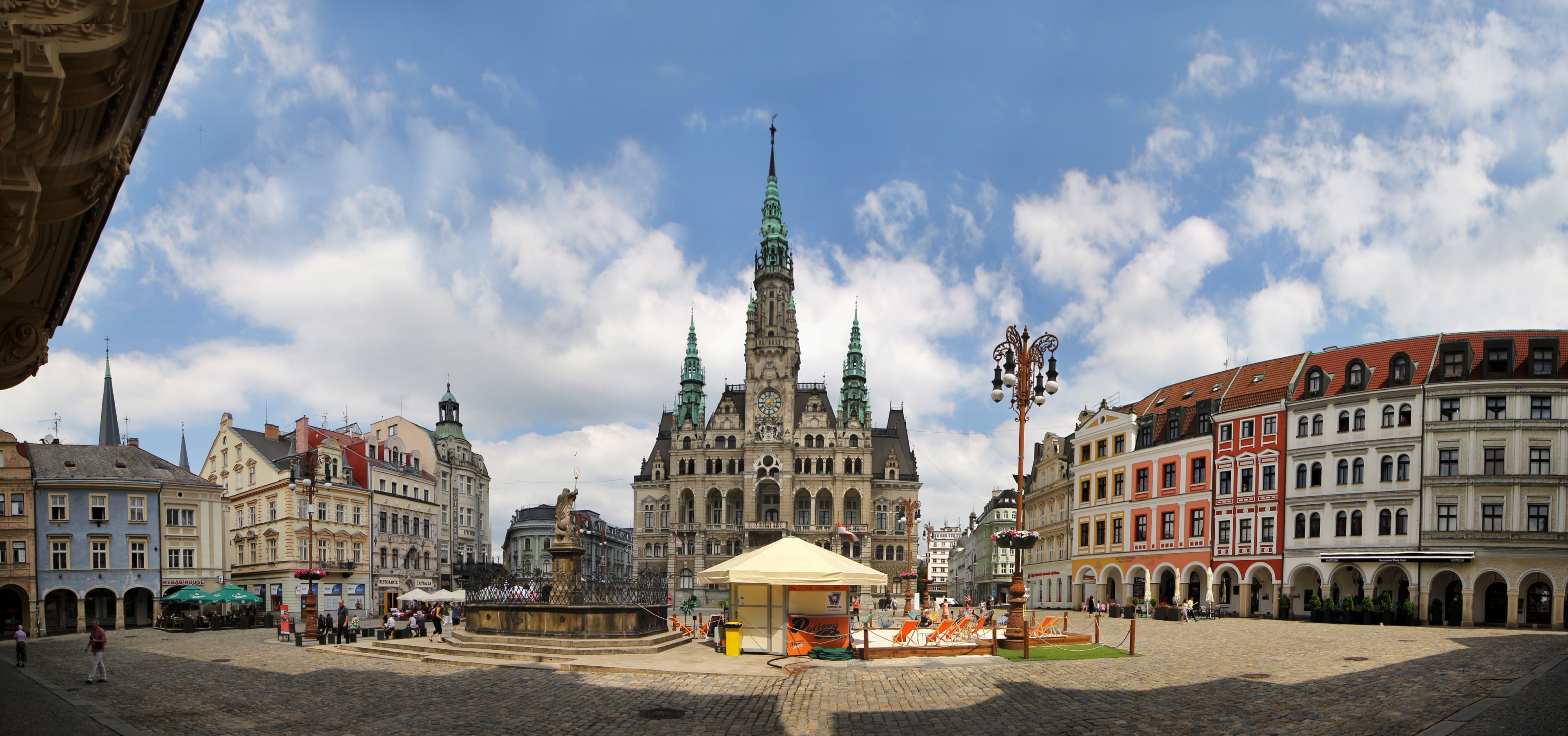
Střed Liberce s radnicí

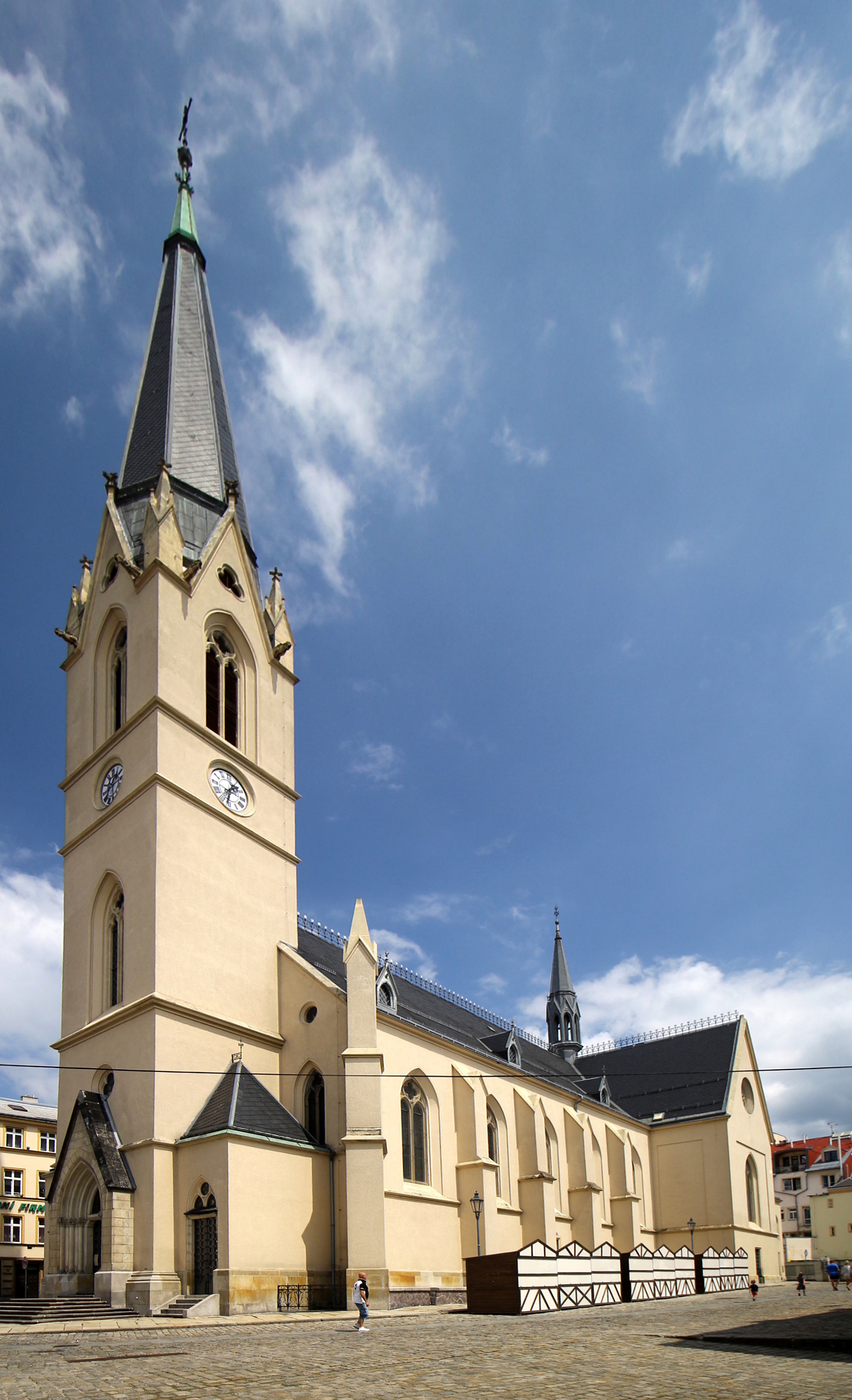
Farní kostel sv. Antonína v Liberci

K přesunu rodové základny do Liberce došlo z různých důvodů. Rodina pravděpodobně již kolem roku 1525 konvertovala k protestantismu, kdy pastor Rotbart začal číst luteránské mše ve Zhořelci, a dostal se tak do konfliktu s přísně katolickou městskou radou ve Zhořelci. Navíc mezi obyvatelstvem rostl odpor proti městské radě, která vládla autoritativním způsobem a odmítala jakýkoli pokus o širší účast. V roce 1527 došlo k povstání soukeníků, při kterém byl předek rodu Martin Ehrmilrich jedním z mluvčích soukenického cechu. Povstání bylo potlačeno násilím, vůdce Peter Liebig byl popraven rozčtvrcením na pranýři ve Zhořelci a osm dalších bylo popraveno. Martin byl uvržen do vězení, mučen a až po dlouhé době a se ztrátou majetku propuštěn jako menší provinilec. Výsledkem bylo, že jeho rodina ve Zhořelci byla znevýhodňována a byla pod neustálým dohledem rady.
Proto se rozhodli přestěhovat se do asi 50 km vzdáleného Frýdlantu-Závidova s městečkem Libercem v severních Čechách, poté co zdejší panství v roce 1554 koupil zarytý protestant Bedřich z Redernu (* 1564) od císaře Ferdinanda I., kterému toto léno připadlo po vymření svobodných pánů z Biberštejna. Svobodní páni z Redernu byli odhodláni své panství ekonomicky rozvinou, proto se snažili přilákat schopné lidi. Rodina se trvale usadila v Liberci, kde se začali psát Ehrlichové a její členové se stali spoluzakladateli pozdější slavné textilky v Liberci.

### Gideon Ehrlich
Eliáš (I.) Ehrlich, otec Gideona (I.), byl členem libereckého soukenického cechu již v roce 1587 a v letech 1594 až 1623 stál opakovaně v jeho čele. Byl také sládkem pivovaru na Altstädter Platz č. 13, radním, od roku 1611 duchovním a od roku 1622 libereckým městským soudcem. Historik J. G. Herrmann ho považuje za jednoho z „praotců Libereckého soukenického cechu“, protože byl nejen jedním z prvních mistrů v Liberci, ale také se významně podílel na formulaci privilegia uděleného libereckému cechu soukeníků říšským svobodným pánem Melicharem z Redernu v roce 1599, který byl základem všech následujících práv udělených cechu.
Gideon Ehrlich navázal na rodinnou tradici a roku 1629 byl přijat do libereckého cechu soukeníků jako mistr a úspěšně rozšířil svůj podnik na manufakturu.
V roce 1634, po zavraždění Albrechta z Valdštejna 25. února v Chebu, připadlo Liberecké a Frýdlantské panství Valdštejnovu rivalovi, císařskému generálovi Matyášovi z Gallasu. O čtyři roky později došlo v Liberci k významné změně v oblasti náboženství, k níž rozhodující měrou přispěl Gideon Ehrlich, který byl v té době libereckým městským soudcem. Odvrátil se od protestantismu svých rodičů, stal se katolíkem. Starostou Liberce byl navíc v roce 1638 zvolen Gideonův švagr David Ullrich a společně se jim podařilo přesvědčit městskou radu, aby 25. dubna 1638 přestoupila na katolické náboženství. To vyžadovalo určitou odvahu, protože většina populace vášnivě bojovala za zachování protestantismu.  Gideon získal 28. ledna 1639 otcův pivovar (č. 5 - III.) na Altstädter Platz č. 13. Nakonec byl úspěšný i ve svém úsilí přivést občany Liberce zpět ke katolicismu.
Tato náboženská změna však trvala jen krátce, protože nedlouho poté bylo do zmatků třicetileté války zapleteno i město Liberec. Již 1. května 1639 vstoupil do Liberce švédský pluk vedený generálmajorem Adamem z Pfuelu a 9. května město vyplenil. Švédský generál Lennart Torstenson se přiblížil od Budyšína a 23. května požádal posádku hradu Frýdlant, aby se vzdala. Protože tamní posádka 24. května 1639 uprchla, Liberecké a Frýdlantské panství se dostaly pod švédskou kontrolu.
Toho využili liberečtí protestanti, aby znovu získali kontrolu nad městem pod švédskou ochranou. Katolická městská rada byla sesazena, uprchlického katolického kněze nahradil protestantský kaplan a městský písař byl odvolán. Gideon Ehrlich byl vězněn jako městský soudce a přední představitel rekatolizace, zatímco celý městský pluk byl nahrazen protestanty. Ve Frýdlantu a Liberce se objevil i bývalý městský vládce mimo zákon a uprchlý, císařský svobodný pán Kryštof z Redernu který doufal, že od Švédů získá zpět svůj majetek. Doufal však marně a jeho finanční situace byla natolik špatná, že mu městská rada poskatla peníze na jeho údržbu.
Gideon Ehrlich, kterému se podařilo uprchnout ze švédského zajetí a žil nějakou dobu v exilu, se 11. ledna 1642 vrátil do Liberce a byl zvolen starostou. Následujícího roku 1643 ho Matyáš z Gallasu jmenoval purkrabím Libereckého panství.
Většinu času další švédské invaze strávil Gideon v exilu. Teprve vestfálským mírem 24. října 1648 skončila švédská okupace, která se v červnu 1649 stáhla z Liberce a umožnila Gideonu Ehrlichovi vrátit se do rodného města a obnovit svou textilní továrnu.
Své zkušenosti městského radního, starosty, městského soudce a organizátora rekatolizace využil František Ferdinand říšský hrabě z Gallasu, který byl pánem Libereckého a Frýdlantského panství v letech 1647 až 1697, jmenováním Gideona kapitánem Libereckého a Frýdlantského panství v roce 1663.
V roce 1665 zřídil Gideon první nadaci v nově postaveném libereckém farním kostele sv. Antonína, která měla každoročně na výročí data jeho úmrtí vyplácet 200 zlatých duchovním úřadu. Tato tradice existovala až do 20. století. V témže roce nechal postavit v levé boční lodi farního kostela před kazatelnou rodinnou kryptu, jejíž krycí desku zdobil jeho erb. Jako první tam byla uloženy ostatky jeho manželky. Erbovní kámen byl později přemístěn doprostřed hlavní lodi a v roce 1859 při dláždění kostela odstraněn. 

### Povýšení do šlechtického stavu
Dne 18. října 1668 povýšil císař Leopold I. Gideona Ehrlicha na návrh majitele panství a armádního generála hraběte Matyáše z Gallasu, který chtěl odměnit jeho věrné služby a vynahradit mu jeho útrapy v exilu, povýšil do dědičného šlechtického stavu Království českého, zároveň mu byl udělen zvýšený erb a titul „z Ehrnfeldtu“. Tento predikát byl zjevně vybrán na základě stejného predikátu bývalého kapitána Liberce Vigila Tandela z Ehrenfeldtu, který byl dědečkem Gideonovy manželky z matčiny strany.